# 波夫拉西翁德塞拉托
波夫拉西翁德塞拉托，是西班牙卡斯蒂利亚-莱昂帕伦西亚省的一个市镇。 总面积20平方公里，总人口130人（2001年），人口密度7人/平方公里。